# نوكيا 6070

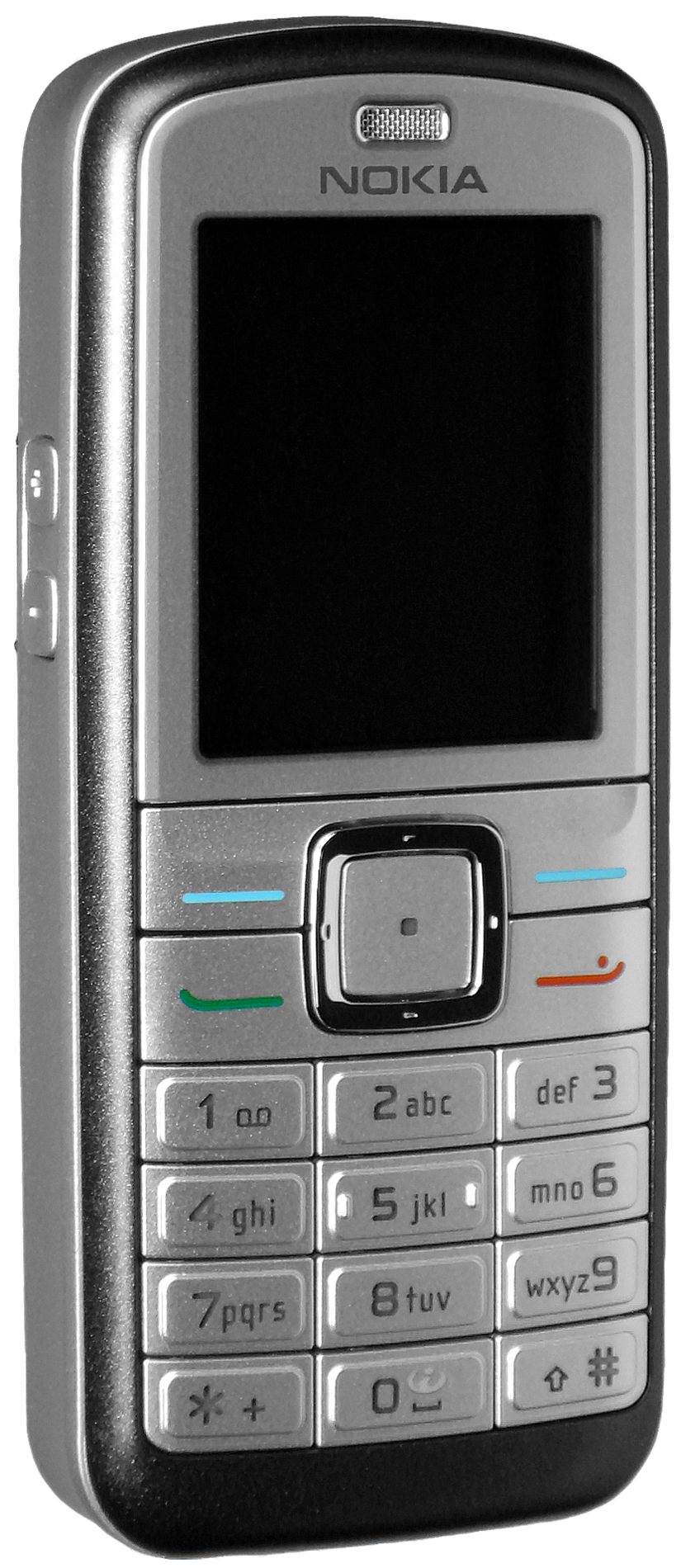
نوكيا 6070

نوكيا 6070 هو أحد أجهزة نوكيا، شركة الهواتف والتقنية النقالة. يأتي هذا الجهاز مع شاشة نوعها 128 * 160 16-بت (65,536) لون. تم إصدار هذا الجهاز في 2006. أما بالنسبة لوضعية إنتاجه الحالية فلم يعد يتم إنتاجه. تقنيته/تردده هي النظام العالمي للإتصالات المتنقلة. جيل الجهاز هو DCT4. عامل الشكل (التصميم) للجهاز هو "قطعة حلوى.

## السمات الرئيسية
- عرض 128x160 CSTN
- MMS (بحد أقصى 150 كيلو بايت)
- رسالة قصيرة
- Nokia Serireminders
- Java ME
- اضغط للتحدث
- متصفح الويب xHTML
- دعم البريد الإلكتروني لشبكات POP3 و IMAP4
- كاميرا VGA مدمجة لالتقاط مقاطع الفيديو والصور الثابتة
- راديو FM
- الأشعة تحت الحمراء
- مكبر صوت عالي (يمكن استخدامه للمكالمات)
- موصل Pop-port
- دعم التزامن
- رسالة فورية
- Next G Networking